# Vitex megapotamica
Vitex megapotamica é uma árvore nativa do Brasil, também ocorre em outros países e é endêmica da América do Sul.. Ela também é conhecida pelos nomes populares: tarumã, tarumã-romã, tarumã-do-mato, tarumã-de-montevidéu, tarumã-preta, sombra-de-touro, azeitona-da-terra, azeitona-brava, tarumã-azeitona e tapinhoan.
O tarumã já foi mais popular, principalmente devido à sua madeira, que tem fama de indestrutível por durar bastante, mesmo em lugares úmidos e também pelos frutos roxo-azulados, com aparência de azeitonas, embora sejam comestíveis, geralmente são desprezados por causa de seu sabor, mas são apreciados por macacos e pássaros.

## Morfologia
A V. megapotamica atinge altura média de doze  metros, seu tronco atinge diâmetro médio de cinquenta centímetros, possui folhas compostas, digitadas, com média de cinco folíolos, com o ápice do limbo dos folíolos centrais agudos, arredondados e acuminados, com a base do folíolo do limbo aguda, coloração das faces abaxial e adaxial dos folíolos centrais concolores, domácia ausente, limbo do folíolo central com formato elíptico/obovado, mais de três folíolos por folha, pecíolo conspícuo, prefoliação do limbo dos folíolos centrais conduplicados/planas; folíolos cartáceos, com nervura saliente na face inferior, com comprimento médio de sete centímetros; cimeiras não divaricadas, com dicásio simples, mais de sete flores por cimeira, flores com densidade laxa/congesta na cimeira, pedúnculo da cimeira conspícuo e maior que o cálice, profilo pouco desenvolvido ou inconspícuo.
O fruto é drupóide, nuculânio, tetralocular, contém de uma ou duas sementes com camada pouco espessa de endosperma e embrião axial, foliáceo; diásporo (pirênio) constituído por endocarpo mais a semente, possui textura áspera e é dividido em quatro lóculos por suturas longitudinais pouco evidentes; endocarpo lenhoso parece restringir a germinação das sementes; a plântula é epigea, fanerocotiledonar, com paracotilédones elípticos, com margem inteira, e eofilos opostos, simples, elípticos, com margem serreada, apresenta tricomas tectores; O paracotilédone e o eofilo apresentam mesofilo heterogêneo, dorsiventral, feixe colateral em forma de arco e estômatos anomocíticos; a raiz é poliarca, com córtex parênquimático; o hipocótilo possui tricomas glandulares e não-glandulares, o colo é distinto; o fruto é esférico, de superfície lisa e brilhante, verde-claro quando imaturo, tornando-se roxo escuro quando maduro, possui massa média de 3,17 gramas e diâmetro médio de 17,66 milímetros; o pirênio possui massa de 350 mg, dimensóes de 11,26 por 8,09 por 6,71 milímetros de comprimento, largura e espessura respectivamente; o cálice é persistente e o fruto desprende-se do longo pedicelo quando maduro; o diásporo é constituído pelo endocarpo mais as sementes; a semente, que ocupa todo o lóculo, é elipsóide, com tegumento papiráceo, de cor bege-clara, com testa áspera, com micrópila e seu hilo e sua calaza são visíveis sob lupa.

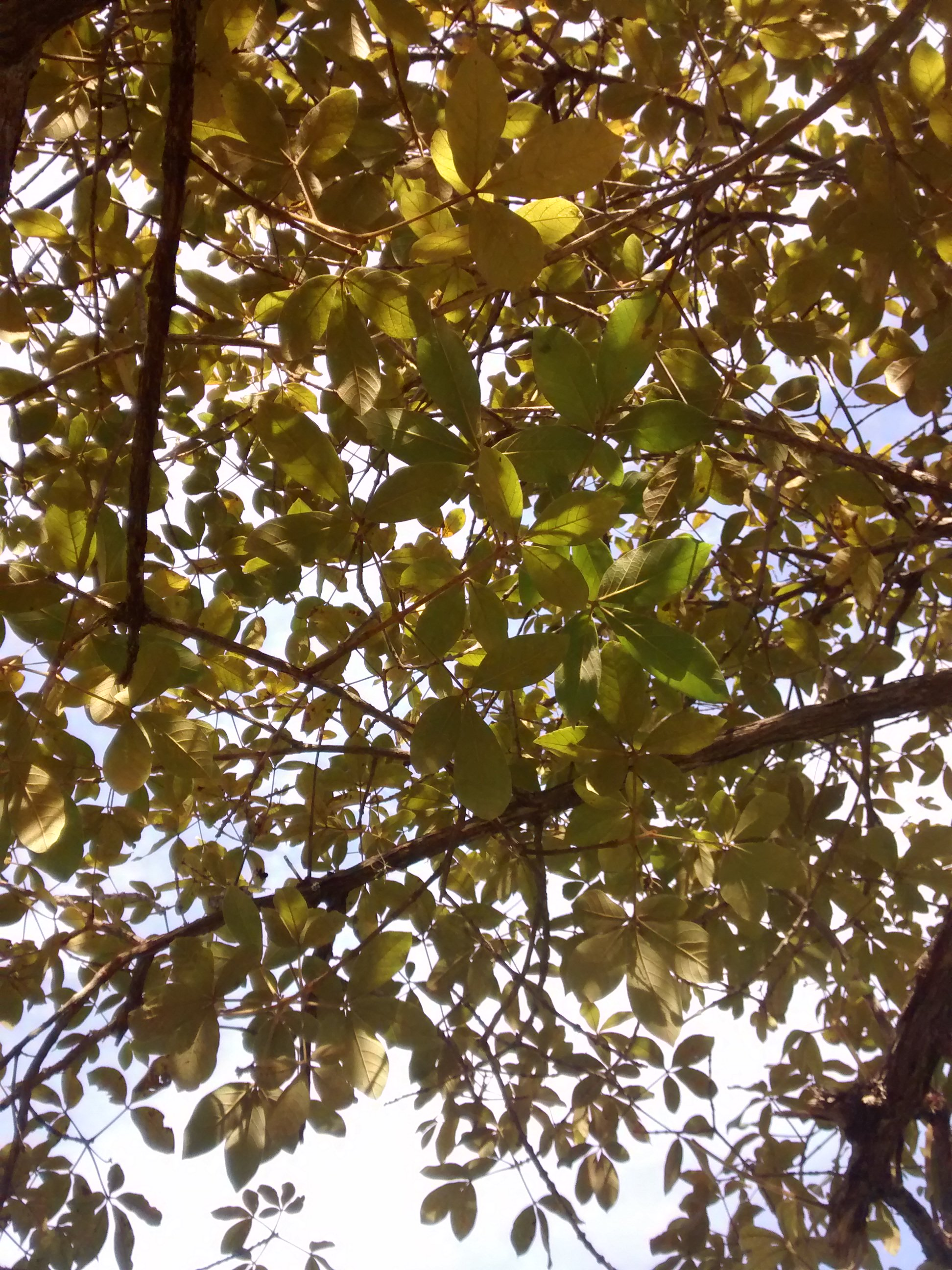
Folhas compostas (lado inferior das lâminas) de V. megapotamica em destaque.
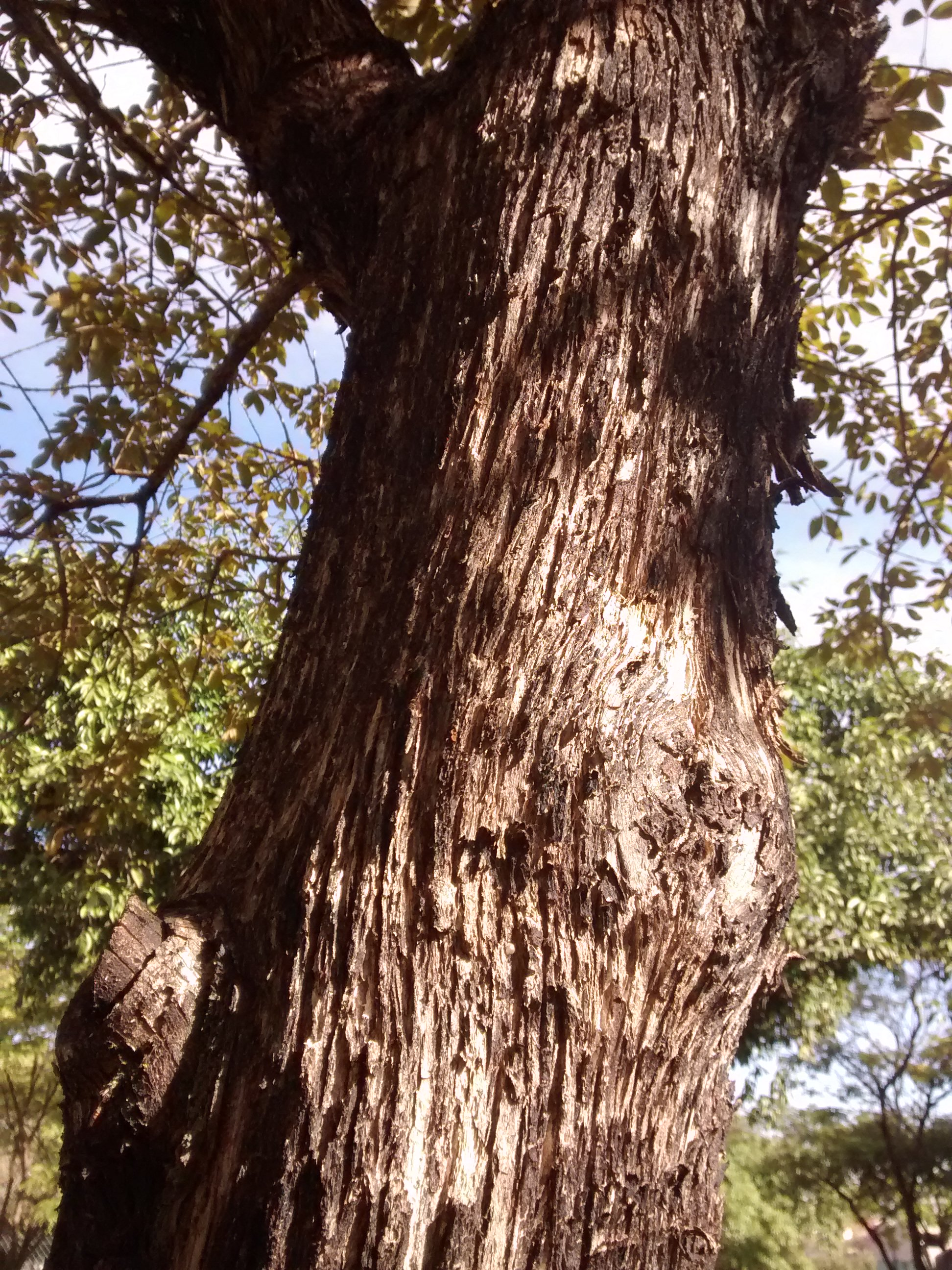
Tronco de V. megapotamica em destaque.
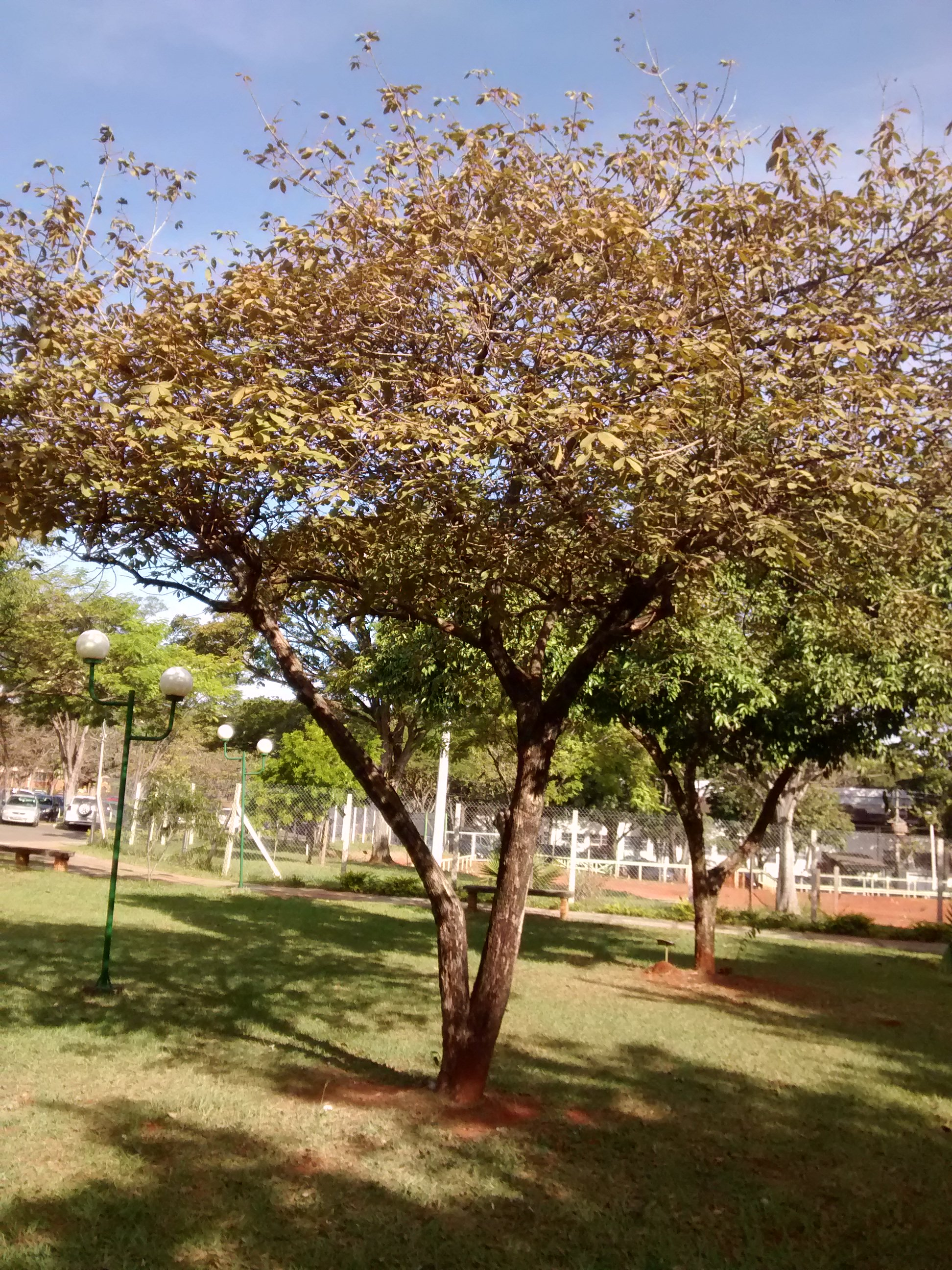
V. megapotamica inteira.

## Ecologia
A V. megapotamica é heliófita, caducifólia, apresenta dispersão zoocórica, especialmente pela avifauna.

### Fenologia
Floresce de outubro a dezembro junto com o surgimento de folhas novas; seus frutos amadurecem de janeiro a março.

## Distribuição geográfica
A V. megapotamica ocorre nas regiões nordeste, centro-oeste, sudeste e sul do Brasil nos biomas Caatinga, Cerrado e Mata Atlântica em locais de Floresta Ciliar ou Galeria, Floresta Estacional Decidual, Floresta Estacional Semidecidual, Floresta Ombrófila, Floresta Ombrófila Mista e Restinga. Ocorre também na Argentina, na Bolívia, no Paraguai, no Uruguai.

## Madeira
Sua madeira possui densidade de 810kg/m³ (considerada moderadamente densa), é resistente, possui textura média e ótima durabilidade até em ambientes externos.

## Utilização
Da sua madeira se fazem dormentes, tonéis, rodas hidráulicas, palanques, postes, mourões, esteios, vigas de pontes, também é utilizada na construção civil, em obras hidráulicas e expostas, na confecção de cepas de tamanco.
Suas flores são melíferas, seus frutos são comestíveis e são consumidos por macacos e pela avifauna.